# Wilhelm Boden
Wilhelm Boden, född 5 mars 1890 i Grumbach, död 18 oktober 1961 i Birnbach, var en tysk politiker och jurist som tillhörde partiet CDU.
Han var den första ministerpresidenten i förbundslandet Rheinland-Pfalz mellan den 13 juni 1947 och den 9 juli 1947.